# A mortuo tributum exigere
A mortuo tributum exigere - in greco Ἀπὸ νεκροῦ φορολογεἶν - «esigere le tasse [anche] dai morti», è un detto antico con il quale Aristotele stigmatizzava il tentativo di estorcere denaro con qualunque pretesto, lecito o illecito, oltre che di procurarselo esercitando mestieri infami. Strabone narra della conquista di Corinto, nella quale i Romani aprirono le tombe dei cimiteri per saccheggiare il bronzo che vi era rinchiuso, così da essere chiamati «νεκροκορίνθια», necrocorinzi.
Erasmo, che inserisce il detto nei suoi Adagia, nota come gli abitanti dell'Attica chiamassero «φόρον» la tassa - da cui «φορολόγους» l'esattore - dal verbo «φέρειν», portare, il cui equivalente latino «ferre» sarebbe la radice di «foenus», che significa «interesse» o «rendita». Se nei tempi più antichi il reddito proveniva dall'agricoltura e dall'allevamento del bestiame, con lo sviluppo del commercio e la necessità di avere denaro, si introdusse il prestito a interesse: Aristotele definisce detestabile e «contro natura» sia l'attività commerciale sia l'usura, perché «in tal caso i guadagni provengono dal denaro stesso e non da ciò per cui il denaro è stato inventato».
Erasmo descrive la condizione della popolazione vigente al suo tempo. Un viaggiatore che sbarcasse in un porto doveva pagare una tassa d'ingresso. Poi, per passare sopra un ponte, doveva pagare un pedaggio e superato il fiume, lo aspettavano altre gabelle. Un contadino poteva raccogliere il grano del suo campo solo dopo aver pagato la decima e per macinarlo occorreva pagare un'altra tassa. Buona parte del vino e della birra prodotta doveva andare al principe, su ogni animale posseduto vigeva un'imposta e macellare il bestiame comportava l'esborso di un'altra tassa. Anche per sposarsi bisogna pagare e le imposte occasionali diventano permanenti. Impossibile enumerare tutte le gabelle che opprimono i sudditi: «la rapacità dei signori supera ogni eloquenza. Non c'è cosa da cui non spremano denaro».
All'esosità dei principi si uniscono quella dei loro ministri e funzionari, che comprano con il denaro magistrature, prefetture e uffici per trarne un profitto, e le calamità delle guerre, che sono l'occasione «per spremere fino all'osso il popolo infelice, come se il principato non fosse altro che un gigantesco commercio».
Ancora più esecrabile - continua Erasmo - è il comportamento dei sacerdoti, che pure dovrebbero considerare cosa vile il denaro e mettere in comune i loro beni, dal momento che li hanno ottenuti gratuitamente. Provocano tragedie per esigere le decime, se non sono pagati non battezzano, non sposano, non confessano, non consacrano, non comunicano: «celebrano a pagamento, gratuitamente non cantano, non pregano, non benedicono». Raccolgono denaro dalle liti giudiziarie, dalle dispense, dalle condonazioni - quelle che popolarmente sono dette indulgenze - dal conferimento del sacerdozio, dalla conferma dei vescovi e degli abati.
Perfino la sepoltura è un'occasione per esigere denaro: «fra i cristiani non si può aprire la terra ai morti, se non hai acquistato da un sacerdote un pezzetto di terra [...] con molto denaro, potrai marcire in chiesa, vicino all'altare maggiore; con poco denaro, giacerai tra i pezzenti sotto il cielo».